# Les Grandes Vacances (roman)
Pour les articles homonymes, voir Les Grandes Vacances.
Les Grandes Vacances est un récit de Francis Ambrière publié le 3 juin 1946. Il reçoit le prix Goncourt la même année, mais de manière rétrospective pour l'année effective de 1940, le prix ayant été « réservé » cette année-là. Il s'agit du témoignage d'un soldat qui fut prisonnier de guerre dans un stalag allemand, entre juin 1940 et mars 1945.

## Historique
Le récit s'impose pour le prix Goncourt face à Le Sacrifice du matin de Pierre Guillain de Bénouville et à L'Univers concentrationnaire de David Rousset, deux autres livres qui n'appartiennent pas non plus au genre romanesque : il s'agit d'une exception dans le palmarès du Goncourt, destinée à honorer les combattants de la Seconde Guerre mondiale.
Le récit fut réédité dans une version définitive en 1956 et intitulé Les Grandes Vacances, 1939-1945.

## Éditions
- Les Grandes Vacances, éditions du Seuil, 1946.